# De geknipte gast
De geknipte gast is een interviewprogramma van de Nederlandse omroep BNNVARA. Het wordt sinds 4 februari 2020 als televisieprogramma uitgezonden op NPO 2. Vanaf 15 september 2021 zijn de volledige interviews ook te beluisteren als podcast. De presentatie ligt in handen van Özcan Akyol.
Op NPO 2 werd het programma in eerste instantie uitgezonden op de dinsdagavond, maar het verhuisde in 2022 naar de vrijdagavond. Er zijn inmiddels zeven seizoenen gemaakt.

## Achtergrond
In het eerste seizoen knipte schrijver en presentator Özcan Akyol zijn gasten terwijl zij een gesprek voerden. Toen de coronapandemie uitbrak, ging het programma zich echter louter beperken tot een interview. De makers besloten dat dit nieuwe format, dat uit nood werd geboren, veel sterker was en gebruiken de barbierswinkel sindsdien alleen nog als decor. Er wordt niet meer geknipt of geschoren in het programma.
Regelmatig leiden de gesprekken tussen de presentator en zijn gasten tot intieme ontboezemingen. Er is lof voor de diepgang en de rust van het programma. Het programma zou een alternatief zijn voor de vluchtige gesprekken in talkshows.

## De gevluchte gast
In 2022 was er een spin-off met vijf vluchtelingen uit verschillende landen en werd het programma omgedoopt tot De gevluchte gast.

## Trivia
In Vlaanderen werd in 1998 en 1999 een programma met dezelfde titel en concept uitgezonden door de VRT en werd gepresenteerd door Jan Leyers.